# Planeta de pulsar

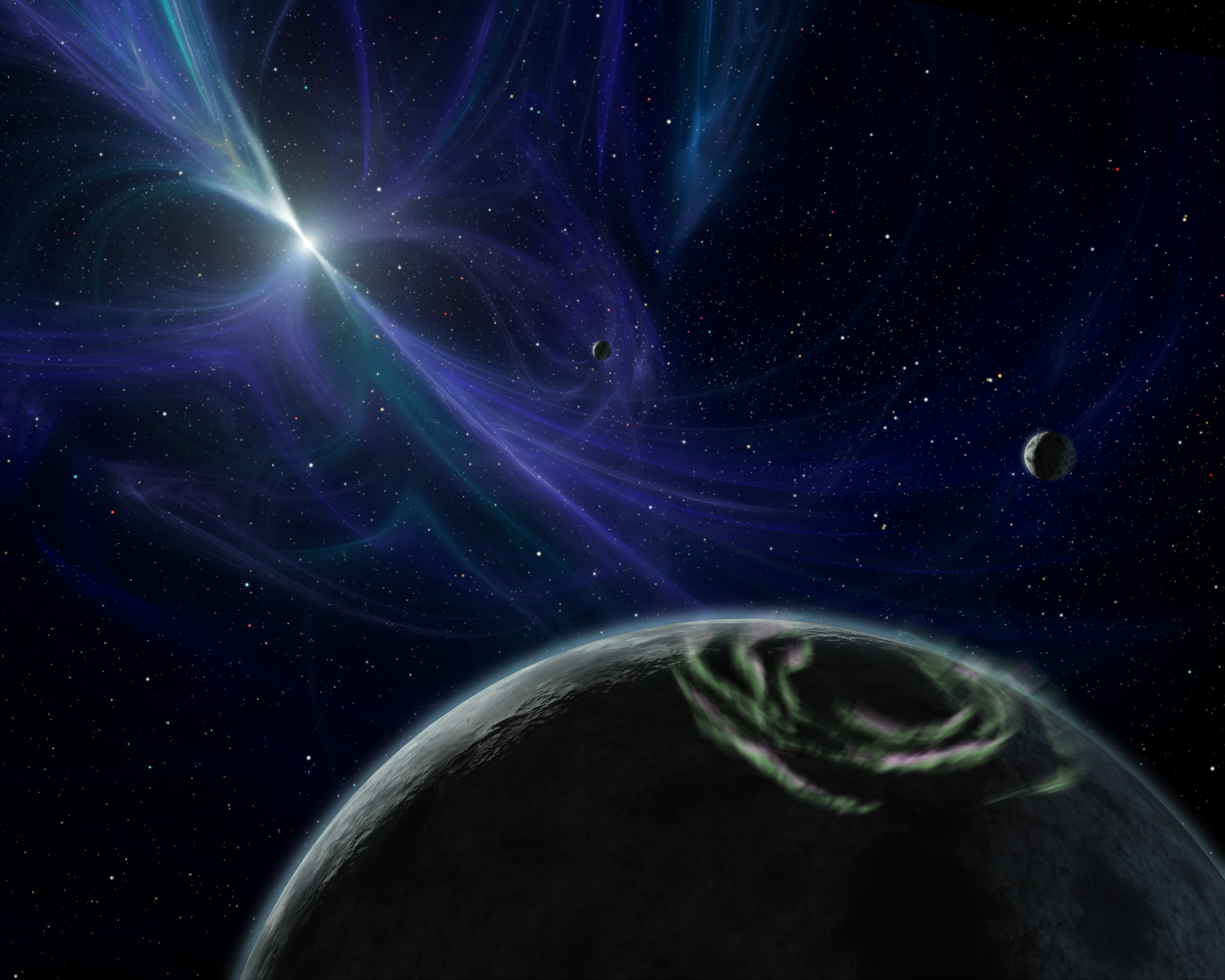
Concepção artística do sistema planetário da estrela PSR B1257+12.

Planetas de pulsares são planetas extrassolares que foram achados orbitando pulsares ou estrelas de nêutrons rápidas. O primeiro planeta de pulsar a ser descoberto orbita um pulsar de milissegundo e foi o primeiro planeta extrassolar a ser descoberto.

## História
Os planetas pulsares são descobertos por meio de medições do tempo do pulsar, para detectar anomalias no período de pulsação. Qualquer corpo orbitando o pulsar causará mudanças regulares em sua pulsação. Como os pulsares normalmente giram a uma velocidade quase constante, qualquer alteração pode ser facilmente detectada com a ajuda de medições de tempo precisas. A descoberta de planetas pulsares foi inesperada; pulsares ou estrelas de nêutrons já haviam se transformado em supernovas, e pensava-se que quaisquer planetas orbitando tais estrelas teriam sido destruídos na explosão.
Em 1991, Andrew G. Lyne anunciou o primeiro planeta pulsar descoberto por volta de PSR 1829-10. No entanto, isso foi retirado mais tarde, pouco antes dos primeiros planetas pulsares reais serem anunciados.
Em 1992, Aleksander Wolszczan e Dale Frail anunciaram a descoberta de um sistema planetário multiplanetário em torno do pulsar de milissegundos PSR 1257+12. Estes foram os primeiros dois planetas extrasolares confirmados para serem descobertos e, portanto, o primeiro sistema planetário extra-solar multiplanetário descoberto, e os primeiros planetas pulsares descobertos. Havia dúvidas sobre a descoberta por causa da retração do pulsar anterior, e questões sobre como os pulsares poderiam ter planetas. No entanto, os planetas provaram ser reais. Dois planetas adicionais de massa inferior foram descobertos posteriormente pela mesma técnica, embora um tenha sido desconsiderado.
Em 2000, descobriu-se que o pulsar de milissegundos PSR B1620-26 tinha um planeta circumbinário (PSR B1620-26 b) que orbita tanto ele quanto sua anã branca companheira, WD B1620-26. Isso foi anunciado como o planeta mais antigo já descoberto, com 12,6 bilhões de anos. Atualmente acredita-se que tenha sido originalmente o planeta WD B1620-26 antes de se tornar um planeta circumbinário e, portanto, embora descoberto através do método de temporização do pulsar, não formou da maneira que os planetas de PSR B1257+12 são pensados ter.
Em 2006, descobriu-se que o magnetar 4U 0142+61, localizado a 13 000 anos-luz (1,2×1017 km) da Terra, tinha um disco circunstelar. A descoberta foi feita por uma equipe liderada por Deepto Chakrabarty do MIT usando o Telescópio Espacial Spitzer. Acredita-se que o disco tenha se formado a partir de detritos ricos em metal que sobraram da supernova que formou o pulsar há cerca de 100 mil anos e é semelhante aos vistos em torno de estrelas semelhantes ao Sol, sugerindo que pode ser capaz de formar planetas de maneira semelhante. Seria improvável que os planetas pulsares abrigassem a vida como a conhecemos, devido aos altos níveis de radiação ionizante emitida pelo pulsar e a correspondente escassez de luz visível.
Em 2011, foi anunciado um planeta que teoricamente seria o núcleo remanescente de uma estrela que orbitava um pulsar. Ele orbita o pulsar de milissegundos PSR J1719-1438 e representa um caminho para o status planetário por evaporação de uma estrela. Estima-se que o planeta tenha uma densidade de pelo menos 23 vezes a da água, um diâmetro de 55 000 km, uma massa próxima à de Júpiter e um período orbital de 2 h 10 min a 600 000 km. Acredita-se que seja o núcleo de cristal de diamante remanescente da anã branca evaporada, com um peso estimado de 2,0 × 1027  kg (1×1031 quilates).
Existem três tipos de planetas pulsares conhecidos até agora. Os planetas PSR B1257+12 foram formados a partir dos destroços de uma estrela companheira destruída que costumava orbitar o pulsar. Em PSR J1719-1438, o planeta provavelmente é o companheiro, ou o que sobrou dele depois de ser quase totalmente destruído pela irradiação extrema do pulsar próximo. PSR B1620-26 b é provavelmente um planeta capturado.

## Lista de planetas pulsares

### Planetas confirmados
| Pulsar       | Objeto planetário | Massa          | Semieixo maior (UA) | Período orbital     | Descoberto |
| ------------ | ----------------- | -------------- | ------------------- | ------------------- | ---------- |
| PSR B1620-26 | PSR B1620-26 b    | 2,5 MJ         | 23                  | 100 anos            | 2003       |
| PSR B1257+12 | PSR B1257+12 A    | 0,020 M⊕       | 0,19                | 25,262±0,003 dias   | 1994       |
| PSR B1257+12 | PSR B1257+12 B    | 4,3 M⊕         | 0,36                | 66,5419±0,0001 dias | 1992       |
| PSR B1257+12 | PSR B1257+12 C    | 3,90 M⊕        | 0,46                | 98,2114±0,0002 dias | 1992       |
| PSR B0943+10 | PSR B0943+10 b    | 2,8 MJ         | 1,8                 | 730 dias            | 2014       |
| PSR B0943+10 | PSR B0943+10 c    | 2,6 MJ         | 2,9                 | 1 460 dias          | 2014       |
| PSR B0329+54 | PSR B0329+54 b    | 1,97 ± 0,19 M⊕ | 10,26 ± 0,07        | 27,76 ± 0,03 anos   | 2017       |

### Planetas candidatos
| Pulsar         | Objeto planetário | Massa | Semieixo maior (UA) | Período orbital   | Anunciado      |
| -------------- | ----------------- | ----- | ------------------- | ----------------- | -------------- |
| PSR J1719-1438 | PSR J1719-1438 b  | ~1 MJ | 0,004               | 2,176951032 horas | 25 Agosto 2011 |

#### Planetas duvidosos
| Pulsar       | Objeto planetário | Massa  | Semieixo maior (UA) | Período orbital     | Anunciado |
| ------------ | ----------------- | ------ | ------------------- | ------------------- | --------- |
| Geminga      | Geminga b         | 1,7 M⊕ | 3,3                 | 5,1 anos            | 1997      |
| PSR B0329+54 | PSR B0329+54 A    | 0,3 M⊕ | 2,3                 | 1205,358±0,003 dias | 1979      |
| PSR B1828-10 | PSR B1828-10 A    | 3 M⊕   | 0,93                | 384,3649 dias       | 1992      |
| PSR B1828-10 | PSR B1828-10 B    | 12 M⊕  | 1,32                | 493,077375 dias     | 1992      |
| PSR B1828-10 | PSR B1828-10 C    | 8 M⊕   | ?                   | ?                   | 1992      |

### Discos protoplanetários (discos substitutos)
| Pulsar      | Disco protoplanetário | Descoberto |
| ----------- | --------------------- | ---------- |
| 4U 0142+61  | debris disk           | 2006       |
| 1E 2259+586 | candidate debris disk | 2009       |

### Planetas reprovados
| Pulsar       | Planeta        | Massa     |
| ------------ | -------------- | --------- |
| PSR 1829-10  | PSR 1829-10 A  | 10 M⊕     |
| PSR B1257+12 | PSR B1257+12 D | 0,0004 M⊕ |

## Referência
1. ↑  Bailes, M.; Lyne, A. G.; Shemar, S. L. (julho de 1991). «A planet orbiting the neutron star PSR1829–10». Nature (6333): 311–313. ISSN 0028-0836. doi:10.1038/352311a0. Consultado em 3 de outubro de 2020
2. ↑  LYNE, A. G.; BAILES, M (janeiro de 1992). «No planet orbiting PS R1829–10». Nature (6357): 213–213. ISSN 0028-0836. doi:10.1038/355213b0. Consultado em 3 de outubro de 2020
3. ↑  Wolszczan, A.; Frail, D. A. (janeiro de 1992). «A planetary system around the millisecond pulsar PSR1257 + 12». Nature (6356): 145–147. ISSN 0028-0836. doi:10.1038/355145a0. Consultado em 3 de outubro de 2020
4. ↑  Wolszczan, A. (22 de abril de 1994). «Confirmation of Earth-Mass Planets Orbiting the Millisecond Pulsar PSR B1257 + 12». Science (5158): 538–542. ISSN 0036-8075. doi:10.1126/science.264.5158.538. Consultado em 3 de outubro de 2020
5. ↑  Perkins, Sid (21 de abril de 2007). «Forest primeval: The oldest known trees finally gain a crown». Science News (16): 243–244. ISSN 0036-8423. doi:10.1002/scin.2007.5591711603. Consultado em 3 de outubro de 2020
6. ↑  Insights, Editage. «Scientists resolve the mystery of magnetar formation». Editage Insights. Consultado em 3 de outubro de 2020
7. ↑  «A planet made of diamond?». Physics Today. 2011. ISSN 1945-0699. doi:10.1063/pt.5.025539. Consultado em 3 de outubro de 2020
8. 1 2  Shiga, David (setembro de 2011). «Astrophile: The diamond as big as a planet». New Scientist (2828). 9 páginas. ISSN 0262-4079. doi:10.1016/s0262-4079(11)62127-1. Consultado em 3 de outubro de 2020
9. ↑  Kaplan, David L.; Chakrabarty, Deepto; Wang, Zhongxiang; Wachter, Stefanie (July 2009). «A Mid-Infrared Counterpart to the Magnetar 1E 2259+586». Astrophysical Journal
10. ↑  Wolszczan, Alex (January 2012). «Discovery of pulsar planets». Elsevier. New Astronomy Reviews.